# Microdon tricinctus
Microdon tricinctus är en tvåvingeart som beskrevs av de Meijere 1908. Microdon tricinctus ingår i släktet myrblomflugor, och familjen blomflugor. Inga underarter finns listade i Catalogue of Life.